# Marc Salvi Otó (pretor)
Marc Salvi Otó (en llatí Marcus Salvius Otho) va ser un militar romà. Era l'avi de l'emperador Otó. Descendia d'una família noble de la ciutat de Ferentínum a Etrúria. El seu pare, Salvi va ser un cavaller romà, però la mare era d'origen baix, potser fins i tot una lliberta.
Per influència de l'emperadriu Lívia Drusil·la, a casa de la qual es va criar, va ser nomenat senador romà i va arribar segurament a pretor a finals del segle i aC.